# Togoperla shan
Togoperla shan är en bäcksländeart som beskrevs av Bill P.Stark och Ignac Sivec 1991. Togoperla shan ingår i släktet Togoperla och familjen jättebäcksländor. Inga underarter finns listade i Catalogue of Life.